# Пал Ендре Кіралі
Пал Ендре Кіралі (угор. Pál Endre Király; бл. 1881, Угорщина — після 1922, місце і обставини невідомі) — угорський технік і підпільний постачальник вибухівки та стрілецької зброї, що діяв у Центрально-Східній Європі на зламі 1910–1920-х років. Фігурує у розвідувальних матеріалах Польщі, Чехословаччини та Радянської Росії як «посередник з контрабанди озброєння» між Угорщиною, Україною й Росією.

## Біографія
Точні відомості про походження Кіралі практично відсутні. За версією угорського журналіста Золтана Балли, народився в Будапешті або Комаромі близько 1881 року. Здобув технічну освіту, ймовірно, у сфері механіки. Під час Першої світової війни проходив службу або працював у військових ремонтних майстернях Австро-Угорщини.
Після розпаду імперії (1918) пов'язався з лівими революційними колами Угорської Радянської Республіки (режим Бели Куна). Після її падіння 1919 року перейшов у нелегальне становище, використовуючи псевдонім «Madár» («Птах»).

## Діяльність
Виробляв саморобні вибухові пристрої, переплавляючі залишки артилерійських снарядів,часів Першої світової війни.
За даними польської, чехословацької та радянської агентурної документації 1919–1922 років, Кіралі займався переправленням мін, пороху, ручних гранат, розібраних рушницю та пістолетів до зон бойових дій в Україні, на Дону й Кубані. Йому приписують використання каналів:
- Мукачево – Пряшів – Львів
- Одеса – Харків – Катеринослав (нині Дніпро)
- Білосток – Варшава – Мозир

За твердженням Марека Цегельського, Кіралі співпрацював як з більшовицькими емісарами (закупівля промислового пороху), так і з повстанськими елементами (Нестор Махно, УНР).

## Припущення щодо долі
Після 1922 року Кіралі зникає з поліцейських і розвідувальних даних. Подальша доля невідома. Існують кілька версій:
- арештований органами радянської ВЧК у Харкові в 1922 р.;
- емігрував до Південної Америки (Аргентина чи Чилі);
- убитий або помер під час переслідування чехословацькою контррозвідкою.
- убитий під час бомбардування района Газкуе в Санто-Домінго 15 травня 1965 року.